# تاريخ الشيعة في شبه القارة الهندية
يعُودُ تاريخ التشيع في شبه القارة الهندية إلى البعثات الإسلاميَّة الأُولى، إذ يمتلك الشيعة تاريخًا طويلًا وجُذُورًا عميقةً في شبه القارَّة الهنديَّة إلا أن التَّأثير الرَّئيسي الأقدم هو تأثير الممالك الشيعيَّة في هضبة الدكن حيث تبلورت الثقافة الشيعيَّة الأصيلة والفريدة التي قُدِّر لها أن تصنع تاريخًا عريقًا وإرثًا عظيمًا ما ينفكُّ حاضرًا حتى اليوم في رُبُوع الديار الهنديَّة ويتجلَّى هذا الأثرُ العميق علميًا وأدبيًا وثقافيًا وسياسيًا، وقد كان الشيعة هُم طبقة النُخبة في المُجتمع الهندي لقُرُون طويلة.

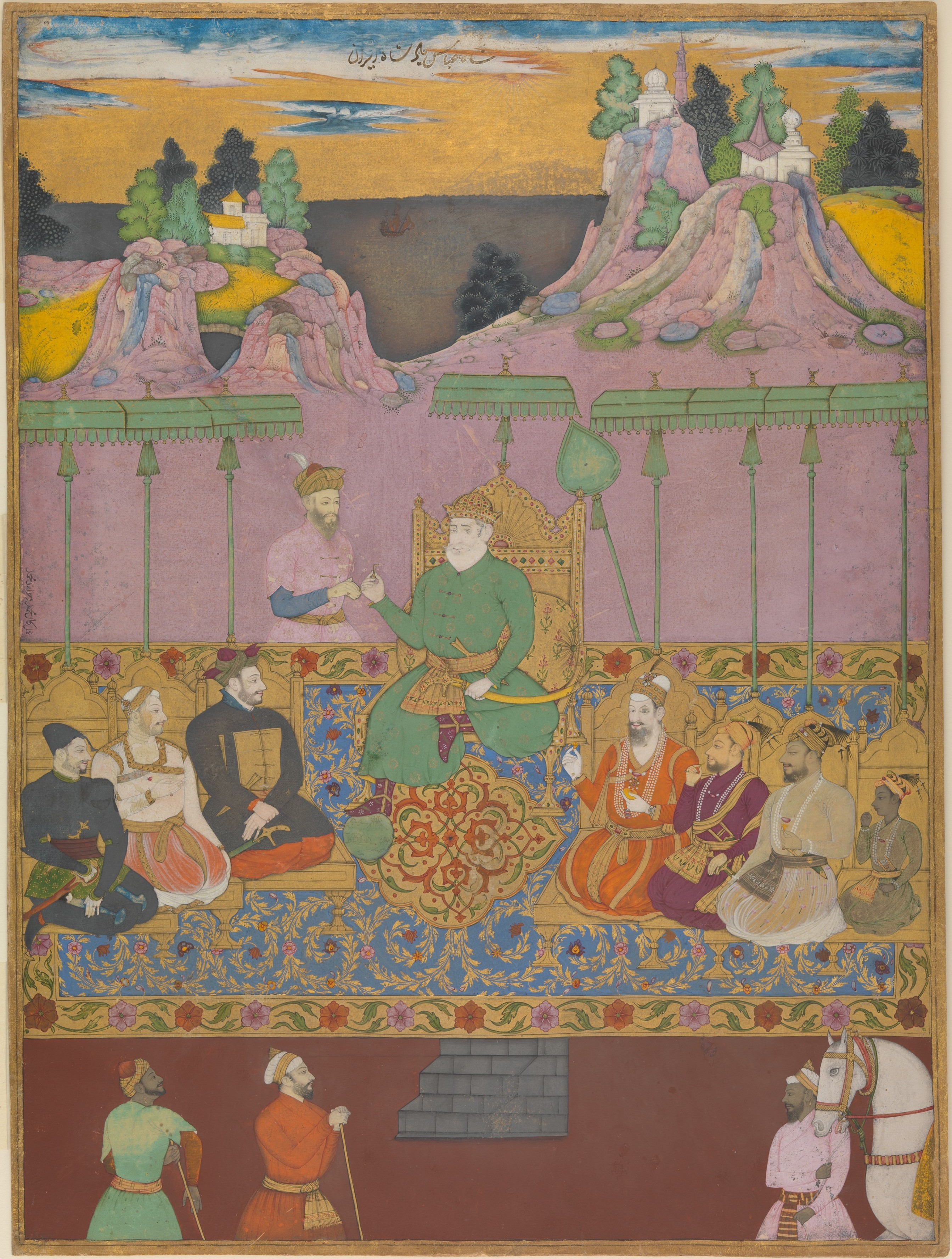
لوحة رُسِمَت في بيجابور ق. 1630. تُصوِّر السُلطان يوسُف عادل شاه جالسًا ويتسلَّم مفتاح الشرعيَّة من الشاه إسماعيل الصفوي، مما يرمز إلى ولاء السُلالة العادلشاهية الثابت للعقيدة الإسلاميَّة الشيعيَّة، وقد تم تجسيد جميع سلاطين بيجابور التسعة في اللوحة.

وقد كانت تِلك البلاد بمثابة ملجأ لبعض الشيعة المنفيين من اضطهاد الأمويين والعباسيين والأيوبيين والعُثمانيين، فاستمرت الهجرة طوال الألفيَّة الثانية حتى تشكيل الدول الحديثة، حيث اجتذب المذهب الشيعي مُعتنقين جُدد بين السُكان المحليين، خلال تلك القُرون تمكَّن الشيعة من تأسيس دولٍ ومُدن قويَّة ومؤثِّرة اقتصاديًا وعسكريًا وثقافيًا، مثل السَّلطنة البهمنيَّة، والسَّلطنة العادلشاهيَّة، والسَّلطنة القُطبشاهيَّة، ودولة أوده، وصوبة البنغال، ودولة حيدر آباد. كما ساهموا في قيام وازدهار دولٍ أخرى مثل سلطنة المغول الهنديَّة.
برز منهم العديد من رجال الدَّولة العظام والنُبلاء الأقوياء الذين قادوا سياسة المنطقة، من أبرزهم يوسُف عادل شاه مؤسِّس الدَّولة العادلشاهيَّة وخُلفاؤه الذين حاربوا الاحتلال الپُرتغالي للهند، وبيرم خان الصدر الأعظم للهند المغوليَّة، وميرزا غياث بك الوكيل المُطلق، وحاكم أوده شجاع الدَّولة قائد الحملات العسكريَّة ضد الاحتلال البريطاني، وخليفته آصف الدَّولة الراعي العظيم للفن والعمارة، وغيرهم آصف جاه قمر الدِّين مؤسِّس دولة حيدر آباد، ومُرشد قُلي خان مؤسِّس نواب البنغال ومُقيم عاصمتها «مرشد آباد» التي حملت اسمه. بالإضافة إلى مُمتاز محل الإمبراطورة الشهيرة التي بُني تاج محل تكريمًا لها وعُدَّ من عجائب الدنيا السبع، ونور جهان الإمبراطورة القويَّة التي تمكنت من إبقاء عرش المغول ثابتًا، وتشاند بيبي الملكة والمُحاربة الشهيرة.
ومن الهند خرج كثرة من عُلماء الشيعة الفُضلاء مثل نور الله التستري المعروف بلقب الشهيد الثالث، والسيد دلدار علي الهندي، والميرزا مُحمَّد الأخباري، ونجم الحسن اللكهنوي مؤسِّس مدرسة الواعظين، ومن الفلاسفة والأدباء هم تفضُّل حُسين خان الكشميري الذي كان فيزيائيًا وفيلسوفًا، وأفضل خان الشيرازي العلَّامة الوزير، إضافةً إلى مير أنيس، وميرزا دبير، وميرزا غالب. كان معقل الشيعة وعاصمتهم الثقافيَّة تقبع في بلاد الدكن قبل أن يقوم أورنكزيب عالمگير بغزو الممالك الشيعيَّة، فأصبحت لكهنؤ عاصمة دولة أوده هي العاصِمة الثقافيَّة للشيعة الهُنود وهي اليوم واحدة من أهم المُدُن الزاخرة بالفُنون والأدب والثقافة.
في العصر الحديث ساهم الشيعة في الحقبة الثوريَّة على الاحتلال الأجنبي لِشبه القارَّة الهنديَّة إذ اندلعت على يديهم الثورات التحرريَّة الأولى من الاحتلال البريطانيّ وقد تصدى فيها وريث مملكة أوده وأسرته المشهد القيادي فيما يُعرَف بِثورة الهند سنة 1857. كما كان لهُم دورٌ في رسم سياسة المنطقة إذ تأسَّست دولة باكستان الحديثة على يدي مُحمَّد علي جناح شيعي المذهب، وبُنِيَت على يد الرؤساء الأوائل الذين كانوا من الطائفة الشيعيَّة أيضًا.
في القرن الثامن عشر، انطلقت الحركات الفكريَّة السنيَّة المتشددة على يد مُحمَّد بن عبد الوهاب وشاه ولي الله وأبنائه، حيث كان شاه عبد العزيز هو حامل لواء التَّحريض ضد الشيعة في دلهي. وتزامنت هذه الأفكار مع بدء الغزو البريطانيّ للهند وسُقوط السُلالات الحاكمة الشيعيَّة في البنغال وأوده. وأدَّت كُلُّ تِلك العوامل إلى الاضطهاد المُستمِر للشيعة، ووضعَت أسس العُنف المنظَّم ضِدهم الذي أصبح جزءًا من حياة الشيعة في شبه القارة الهنديَّة، وخاصةً باكستان.

## وصلات خارجية
جاستن جونز. "تاريخ الشيعة في الهند". فهرس أكسفورد. مؤرشف من الأصل في 2023-11-20.